# Patrik
Patrik nebo Patrick, zkráceně Pat, je mužské křestní jméno latinského původu, odvozené ze slova patricius – „urozenec“. Podle českého kalendáře má svátek 19. února. Svatý Patrik, mnich a misionář z 5. století, je patronem Irska. Ženským protějškem je jméno Patricie.

## Statistické údaje
Následující tabulka uvádí četnost jména v ČR a pořadí mezi mužskými jmény ve srovnání několika roků, pro které jsou dostupné údaje MV ČR – lze z ní tedy vysledovat trend v užívání tohoto jména:
| Rok  | Četnost | Pořadí |
| 1999 | 16529   | 51.    |
| 2002 | 17993   | 45.    |
| 2006 | 22784   | 43.    |
| 2009 | 25591   | 42.    |

Procentní zastoupení tohoto jména mezi žijícími muži v ČR se za 10 let zvýšilo o polovinu, což svědčí o značném nárůstu obliby tohoto jména.
Podle údajů ČSÚ se za rok 2008 jednalo o 22. nejčastější mužské jméno novorozenců.

## Známí nositelé jména
- Svatý Patrik

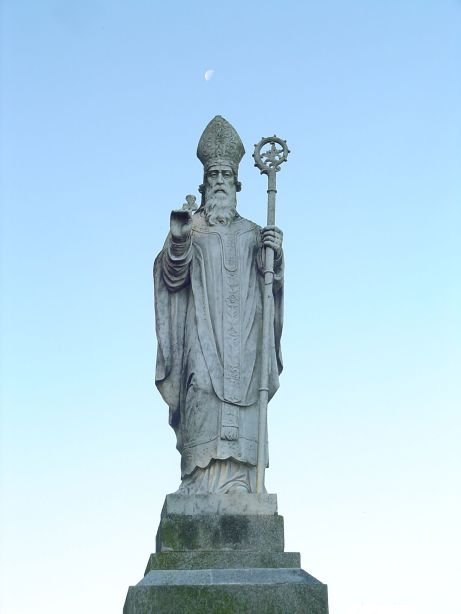
Svatý Patrik, apoštol Irska

  - Kostely zasvěcené svatému Patrikovi
- Patrick Maynard Stuart Blackett (1897–1974) – britský fyzik, nositel Nobelovy ceny
- Patrick Bruel – francouzský zpěvák
- Pat Buchanan (* 1948) – americký konzervativní spisovatel, politik, publicista a televizní komentátor
- Patrik Děrgel – český herec
- Patrik Eliáš – hokejista
- Patrick Henry – americký politik
- Patrick Kane – kanadský hokejista
- Patrick Modiano – francouzský spisovatel
- Patrick O'Brian – anglický spisovatel
- Patrik Ouředník (* 1957) – český spisovatel
- Patrick Pearse – irský revolucionář
- Patrik Schick (* 1996) – český fotbalista
- Patrick Stump (* 1984) – americký zpěvák, hudebník, herec a producent
- Patrick Süskind – německý spisovatel
- Patrik Vrbovský viz Rytmus (rapper) – slovenský rapper, popový zpěvák
- Patrick White (1912–1990) – australský spisovatel, nositel Nobelovy ceny
- Patrick Swayze (1952–2009) – americký herec a taneční hvězda filmového nebe 80. let 20. století

## Domácké formy
Patriček, Páťa, Paťa, Paťka, Paťas, Paty, Paťo, Pat, Patek, Paťan, Páca

## Příjmení
- Danica Patricková (* 1982) – americká automobilová závodnice
- Lester Patrick (1883–1960) – kanadský lední hokejista, trenér a funkcionář
- Milicent Patrick (1915–1998) – americká maskérka, trikařka, herečka a animátorka
- Miroslav Patrik (* 1963) – český přírodovědec
- Nicholas Patrick (* 1964) – anglo-americký kosmonaut
- Pat Patrick (1929–1991) − americký jazzový saxofonista
- Robert Patrick (* 1958) − americký herec
- Robert Patrick (dramatik) (1937–2023) − americký dramatik, básník, textař
- Tera Patrick (* 1976) − americká pornoherečka
- William Kennedy-Cochran-Patrick (1896–1933) – skotský pilot a letecké eso

## Jiný význam
- Cena Patricka Dewaere, francouzská filmová cena pro mladé herce
- Croagh Patrick, hora na západním pobřeží Irska
- Lester Patrick Trophy v NHL, za zásluhy o lední hokej
- Patrickova letecká základna na Floridě